# Муляр Марина Леонідівна
Марина Леонідівна Муляр (нар.. 10 квітня 1971, м. Київ, Українська РСР, СРСР) — українська письменниця, радіожурналістка, член Національної спілки письменників України (2002).

## Життєпис та твіорчість
Марина Муляр народилася 10 квітня 1971 року в Києві. Після закінчення середньої школи вступила на історичний факультет Київського національного університету імені Т. Г. Шевченка, який закінчила в 1996 році. З 1997 року працювала коментатором у редакції літератури та радіотеатру Третього каналу Українського радіо. У 2003 році перейшла до літературної редакції Першого каналу Українського Радіо, де обійняла посаду ведучої програм. Зокрема, була ведучою власної авторської програми «Не про себе», а також радіопрограми «Детективна історія». Крім того, була співведучою «Літературних читань», «Поетичної сторінкт» та «Поетичної акварелі». У березні 2016 року повернулася на радіоканал «Культура» (УР-3), де веде авторську програму «Читач» по п'ятницях та двічі на тиждень зустрічається з гостями програми «Від автора», де обговорюються поетичні теми. Працює співведучою програм «Літературний серіал».
Дебютувала віршами в 1984 році у журналі «Вітрила». Марина Муляр — пише українською та російському мовами, переважно в жанрах фентезі й альтернативної історії. Серед найвідоміших літературних творів — повісті та оповідання «Небо светлеет» (збірка «Соты», 2004, № 10), «Все можно исправить» (збірка «Реальность фантастики», 2009, № 3), «Режим ожидания» (збірка «Радуга», 2011, № 9– 10).

### Літературні твори
- Гра. Київ, 2004;
- Гра. Рівень перший: Синій коридор. Київ, 2012;
- Гра. Рівень другий: Світ легкий, світ важкий. Київ, 2013;
- Гра. Рівень третій: Хто мене кличе? Київ, 2014;
- Гра. Рівень четвертий: Війна з півночі. Київ, 2016[2].

## Нагороди та відзнаки
- 1998 — друга премія Першого Міжнародного фестивалю «Текст» (Донецьк) за поетичну добірку;
- 2011 — друга премія всеукраїнського літературного конкурсу «Активація слова» (Київ);
- 2012 — літературна премія імені Володимира Короленка за книгу «В режиме ожидания».

## Родина
Мати — українська поетеса Галина Забазнова (1942—2014), чоловік — український поет та художник Данило Кубай.